# Штрідбек Йоганн старший

 Штрідбек Йоганн старший  (нім. Stridbeck Johann, 1641 р., Німеччина,— 1716,);— німецький картограф,  гравер, аугсбурзький купець і видавець .

## Життєпис
Видавав карти зі своїм сином Й. Штрідбеком II. Видав карту Баварії Філіппа Апіана (Philipp Apian) (1684) і атласи «Provinciarum Regni Poloniœ Geographica Descriptio» та «Atlas curieux» (бл. 1710). Після смерті Й. Штрідбека І його майстерню викупив Г. Боденер, який видавав згаданий атлас під своїм прізвищем, доповнивши його новими картами..

## Карти України
1700 р.Карта – «PROVINCIARUM REGNI POLONIÆ GEOGRAPHICA DESCRIPTIO» (Географічний опис провінцій Королівства Польського). Українські  землі представлені Поліссям (Polesien); Волинню (Volhynien), що поділяється на Верхню Волинь (Ober Volhynien), яка охоплює Луцьке воєводство (Waywodschaft Lufuc), та Нижню Волинь (Nider Volhynie) з Київським воєводством; Поділлям (Podolien), що поділяється на Верхнє Поділля (Ober Podolien), яке охоплює Кам’янецьке воєводство (Waywodschaft Kamenieck), та Нижнє Поділля (Nider Podolien), що охоплює Брацлавське воєводство (Waywodschaft Braclaw). На заході виділена Чорна Русь (Reussen oder Schwartz Reussen). В її межах зображені Холмське (Waywodschaft Chelm), Белзьке (Waywodschaft Beiz) та Львівське (Waywodschaft Lemberg) воєводства. На сході Львівського воєводства – Покуття (Pokutien). Східні українські землі представлені Чернігівським (Hertzogthum Czernihow) та Новгород-Сіверським (Hertzogthum Nooogrod Sewierfki) князівствами. У Причорномор’ї — Буджацька (Budziakischer Tartam) та Очаківська (Oczakowische Tartam). Центральна частина Право- і Лівобережжя названа Україною, або країною козаків (Vkrayne oder Cosackische Leender); у межиріччі Інгульця і Дніпра позначене Дике поле.  Від місць татарських переправ на Дніпрі відходить Чорний шлях. На Лівобережжі пролягає Моравський шлях..